# Julija Szergejevna Szalnyikova
Julija Szergejevna Szalnyikova (oroszul: Апостоли Юлия Сергеевна, férjezett nevén: Julija Aposztoli (görögül: Τζούλια Αποστόλη, Moszkva, 1964. augusztus 13. –) szovjet származású orosz teniszezőnő, 1991-től görög színekben versenyzett.

## Pályafutása
Tíz éves kortól teniszezett, a moszkvai Önkéntes Sportegylet (DSO) sportolója volt. Hatszoros junior szovjet bajnok egyéni (1982), páros (1978, 1982) és vegyes (1978, 1980, 1982) kategóriákban. 1983-ban Szpartakiada-győztes volt, felnőtt szinten vegyes párosban kétszeres bajnok (1983–1984), és döntős egyéni (1985), páros (1983–84) és vegyes (1982) kategóriákban.
Az 1980-as negyeddöntős vereség alkalmával mutatkozott be a Szovjetunió Fed-kupa-csapatában az Egyesült Államok csapata ellen és az ezt követő két évben rendszeresen meghívást kapott a csapatba. 1981-ben a szovjetek ugyancsak a negyeddöntőben estek ki a britek ellen, míg 1982-ben Szalnyikova ugyan mind az öt mérkőzését megnyerte a negyeddöntőig, ott alulmaradt Dianne Fromholtz ellenében , a szovjetek pedig kikaptak Ausztráliától.
Az 1984-ben rendezett Barátság Versenyen (Friendship Games) aranyérmet nyert párosban, egyéniben pedig bronzérmes lett.
Az 1980-as évek második felében egyre kevesebb versenyen indult, tanulmányaira összpontosított, 1990-ben a Moszkvai Állami Egyetemen diplomázott.
Tanulmányai végeztével újra teniszezni kezdett, 1991-ben pedig hozzáment edzőjéhez, Aposztolosz Cicipászhoz, attól kezdve pedig görög színekben versenyzett. 1995-ben hagyott fel a profi sporttal.

## Család
Édesapja, Szergej Szalnyikov olimpiai bajnok szovjet válogatott labdarúgó, fia Sztéfanosz Cicipász profi teniszező.

## ITF-döntői
| Színjelölés    |
| -------------- |
| $100,000 torna |
| $75,000 torna  |
| $50,000 torna  |
| $25,000 torna  |
| $15,000 torna  |
| $10,000 torna  |

### Egyéni: 4 (3–1)
| Eredmény | No. | Dátum              | Torna                         | Borítás | Ellenfél             | Szettarány    |
| Győztes  | 1.  | 1990. március 12.  | Reims, Franciaország          | salak   | Marie-Pierre Villani | 7–5, 4–6, 6–0 |
| 2. hely  | 2.  | 1990. május 14.    | Marsa, Málta                  | salak   | Nadin Ercegović      | 3–6, 2–6      |
| Győztes  | 3.  | 1990. augusztus 6. | Paderborn, Nyugat-Németország | salak   | Heike Thoms          | 6–1, 6–0      |
| Győztes  | 4.  | 1994. április 4.   | Athén, Görögország            | salak   | Irina Zvereva        | 6–0, 6–3      |

### Páros: 4 (1–3)
| Eredmény | No. | Dátum               | Torna                          | Borítás | Partner          | Ellenfél                          | Szettarány    |
| -------- | --- | ------------------- | ------------------------------ | ------- | ---------------- | --------------------------------- | ------------- |
| Győztes  | 1.  | 1989. augusztus 21. | Neumünster, Nyugat-Németország | salak   | Agnese Blumberga | Catarina Bernstein Annika Narbe   | 6–1, 6–2      |
| 2. hely  | 2.  | 1990. március 12.   | Reims, Franciaország           | salak   | Kaye Hand        | Leona Lásková Michaela Peterová   | 2–6, 6–3, 3–6 |
| 2. hely  | 3.  | 1990. augusztus 6.  | Paderborn, Nyugat-Németország  | salak   | Anna Mirza       | Heike Thoms Tanja Hauschildt      | 3–6, 1–6      |
| 2. hely  | 4.  | 1995. május 8.      | Le Touquet, Franciaország      | salak   | Sylvie Sabas     | Amélie Mauresmo Amanda Wainwright | 4–6, 2–6      |

## További információ
- A WTA honlapján
- Az ITF honlapján